# Fusiliers' Arch

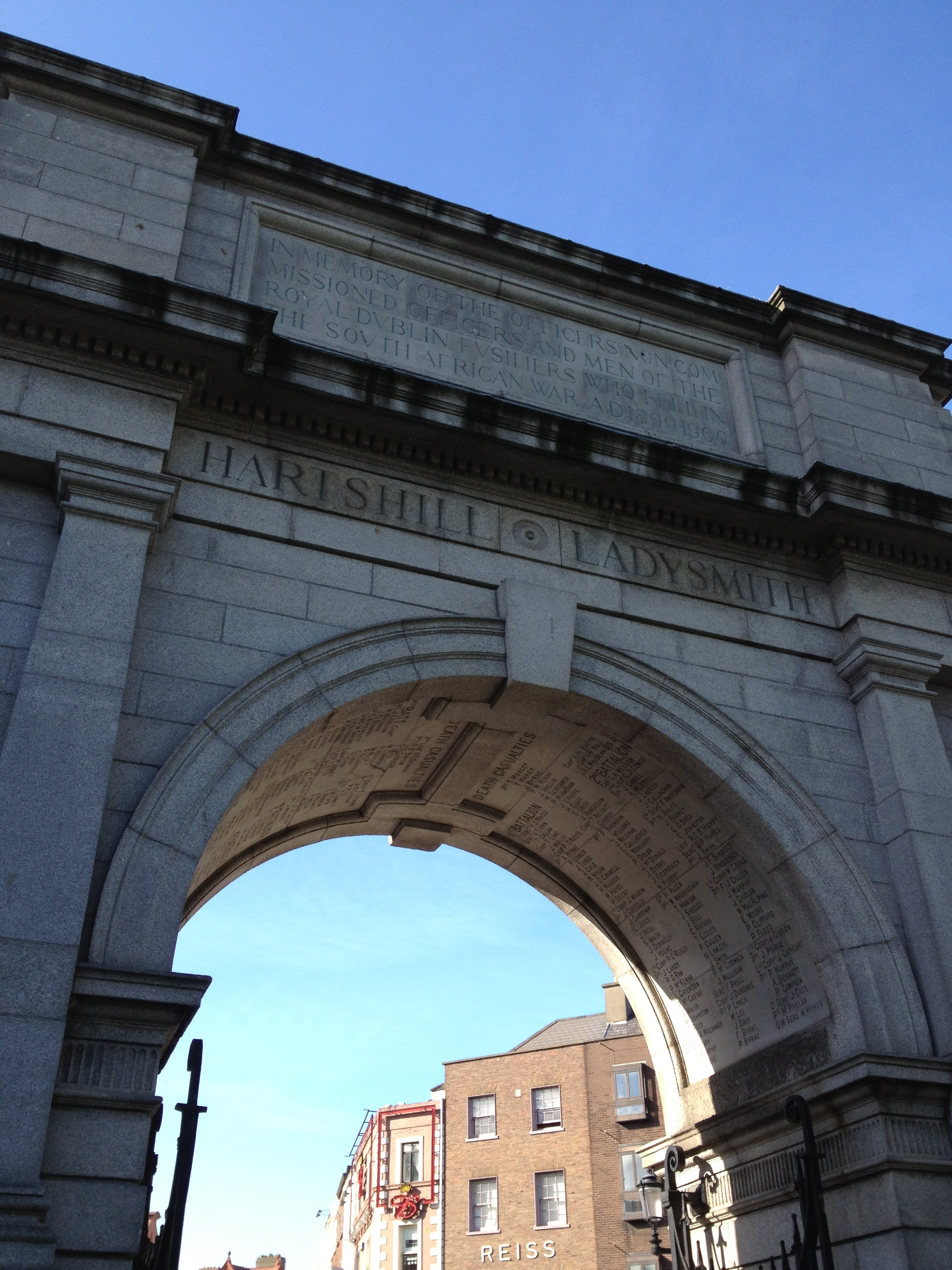
Inscription du nom sous l'arche

Fusiliers' Arch (littéralement, Arche des Fusiliers) est une arche monumentale faisant partie de l'entrée de Grafton Street dans le parc St Stephen's Green, à Dublin, en Irlande. Érigé en 1907, il était dédié aux officiers, sous-officiers et hommes de troupe des Royal Dublin Fusiliers qui ont combattu et sont morts pendant la Seconde Guerre des Boers (1899-1902).

## Construction
Financé par souscription publique, l'arc a été conçu par John Howard Pentland et construit par Henry Laverty and Sons.
Le dessin et les proportions de la structure sont calquées sur l'Arc de Titus à Rome. Il fait 8,5 mètres de large et 10 mètres de haut,,. Les dimensions intérieures de l'arc sont de 5,6 m de haut et d'environ 3,7 m de large,.
La structure principale de l'arc est en granit, avec les inscriptions réalisées en calcaire et un ornement en bronze sur le devant de l'arc.

## Dédicace
L'arche a été commandée pour commémorer les quatre bataillons (deux réguliers et deux milices) des Royal Dublin Fusiliers qui ont servi pendant la Seconde Guerre des Boers,. Les noms de 222 morts sont inscrits sous l'arche,.
La construction de l'arc a coïncidé avec la période révolutionnaire en Irlande, et le contexte colonial et impérial de la dédicace était un anathème pour un mouvement nationaliste en plein essor - qui a qualifié la structure de « Traitor's Gate » (Porte des Traîtres),,. Bien qu'endommagé lors d'un feu croisé entre l'armée citoyenne irlandaise et les forces britanniques lors de l'insurrection de Pâques 1916,, l'arc reste « l'un des rares monuments colonialistes de Dublin à ne pas avoir explosé » dans l'histoire post-indépendance de l'Irlande,.